# أكسيد هيدروكسيد النيكل
أكسيد هيدروكسيد النيكل هو مركب كيميائي صيغته NiO(OH)، ويوجد على هيئة صلب أسود.

## التحضير
يحضر المركب من تفاعل هيدروكسيد النيكل الثنائي مع محلول هيدروكسيد البوتاسيوم والبروم:
{\displaystyle {\ce {2 Ni(OH)2 + 2 KOH + Br2 -> 2 KBr + 2 H2O + 2 NiOOH}}}

## الخواص
يوجد المركب في الشروط القياسية على هيئة صلب أسود. للمركب بنية هيدروكسيد النيكل الثنائي
على شكل طبقات في معدن البروسيت متعدد الأشكال، ولكن يرتبط مع نصف العدد من ذرات الهيدروجين بالمقارنة معه. إن حالة الأكسدة للنيكل في هذا المركب مقدارها +3.

## الاستخدامات
يستخدم أكسيد هيدروكسيد النيكل في تحفيز التفاعلات العضوية، مثل تفاعل أكسدة الكحول البنزيلي إلى حمض البنزويك: